# Долгоруков, Николай Андреевич
: О советском художнике см. Долгоруков, Николай Андреевич (1902—1988)
Князь Николай Андреевич Долгоруков (1792 — 11 (23) апреля 1847) — государственный деятель Российской империи, генерал от кавалерии, генерал-адъютант, литовский и малороссийский генерал-губернатор.
Рюрикович в XXVII колене, из княжеского рода Долгоруковых. Старший сын статского советника князя Андрея Николаевича Долгорукова (1772—1834) от брака с Елизаветой Николаевной Салтыковой (1777—1855). Его отец был внучатым племянником фельдмаршала Василия Долгорукова, мать — внучка обер-прокурора Я. П. Шаховского. Имел братьев Ивана (1796—1807), Илью, Сергея (1802—1832), Василия, Дмитрия (1808—1809), Владимира и сестёр Екатерину, Марию, Александру.

## Биография
Карьеру начал актуариусом 14-го класса, в 14 лет, (1806). В том же году определён в Московский архив Коллегии иностранных дел. Переведён из архива «к делам коллегии» (1810), пожалован в камер-юнкеры Двора Его Величества (12 июля 1810). Назначен переводчиком при той же коллегии, но поступил в ополчение (1812) и находился при генерале от артиллерии Меллере-Закомельском и затем перешёл окончательно на военную службу.
Принял участие в заграничном походе. Переименован в подпоручики (1813) с переводом в Изюмский гусарский полк, с которым и участвовал в кампании 1813 года, был в сражениях при Дрездене и Кульме и «за отличное мужество в этих делах» произведён в поручики с переводом в лейб-гвардии Гусарский полк и с назначением адъютантом к графу Витгенштейну.
Участвовал в генеральном сражении при Лейпциге, за отличие награждён золотой саблей (4-6 октября 1813). В кампании 1814 года был во многих боях и награждён за них орденами Св. Владимира 4-й степени с бантом[уточнить], прусским «pour lе mérite» и крестом Великого Герцогства Баденского. Приказом (24 февраля 1816) состоялось назначение князя флигель-адъютантом к Его Императорскому Величеству. Получил чин полковника (1823).
Принял участие в Персидской кампании (1827) и, отличившись в нескольких сражениях, получил за боевые отличия ордена св. Анны 2-й ст. с бриллиантами и св. Владимира 3-й степени. В Турецкую войну 1828 года участвовал во многих сражениях (переправа через Дунай у Сатунова, под крепостями Исакчи и Кюстенджи, под Шумлою и Варною), за что произведён (29 сентября 1828) в генерал-майоры с назначением в свиту Его Императорского Величества. После убийства посланника в Персии, А. С. Грибоедова († 1829), некоторое время занимал эту должность и «за отлично-усердную службу, труды и особенные успехи, оказанные при исполнении Высочайшего поручения при Тегеранском дворе» награждён орденом Св. Анны 1-й степени, также получил персидский орден Льва и Солнца 1-й степени. Назначен генерал-адъютантом императора Николая I (25 июня 1830).
Поставлен (1831) во главе Литовского генерал-губернаторства: сначала назначен минским временным военным губернатором, с управлением и гражданскою частью в этой губернии, на правах корпусного командира в военное время, а через несколько месяцев после этого — виленским и гродненским военным губернатором на тех же основаниях. Назначен виленским военным губернатором (1832), с управлением в этой губернии и гражданскою частью, и исправляющим должность гродненского и белостокского генерал-губернатора. Произведён в генерал-лейтенанты с оставлением в звании генерал-адъютанта и виленского военного губернатора и с утверждением в должности гродненского и белостокского генерал-губернатора (6 декабря 1833). Назначен гродненским, белостокским и минским генерал-губернатором с оставлением в должности виленского военного губернатора (1834).
Назначен Малороссийский генерал-губернатором (начало 1840). Генерал от кавалерии (10 октября 1843).
Покончил жизнь самоубийством, застрелился из-за растраты казённых денег 11 апреля 1847.
По словам барона М. Корфа, Долгоруков был человек очень умный и с административными дарованиями, но все его достоинства помрачались, с одной стороны, ужасной ленью, которую нельзя было не приписать отчасти колоссальной его тучности, а с другой еще ужасной расточительностью. Сибарит в душе, преданный страшному обжорству, женщинам и всякого рода роскоши, он прожил более, чем  получал, и не отличался особенной строгостью правил там, где дело касалось денежных интересов. В своем предсмертном письме к государю, он сознался, что стесненные обстоятельства вынудили его прикоснуться к проходившим через его руки казенным суммам  и, что таким образом, он употребил на свои нужды 43 тысячи руб. серебром. Это дело рассматривалось в Комитете министров и на все имения покойного был наложен запрет. Братья Долгорукова, князья Илья и Владимир, взяли его растрату казенных денег на себя.

## Семья
Первая жена (с 8 января 1815) — княжна Мария Дмитриевна Салтыкова (22.07.1795—27.12.1823), дочь князя Дмитрия Николаевича Салтыкова (1767—1826) и Анны Николаевны Леонтьевой (1776—1810), внучка генерал-фельдмаршал Н. И. Салтыкова. Венчание было в Петербурге в Исаакиевском соборе. Умерла в Пизе († 1823), где и была временно похоронена. Затем её прах перенесли в Ливорно, на Греческое кладбище, перевезли в Петербург в Александро-Невскую лавру (1824).
- Дмитрий (1815—21.07.1846), коллежский советник, женат на Александре Михайловне, дочери князя М. М. Голицына. Умер от чахотки в Ялте, похоронен на кладбище при храме Святого Иоанна Златоуста[4].
- Николай (1817—1837), убит в бою за мыс Адлер, в этой же экспедиции против черкесов погиб А. А. Бестужев.
- Александр (1819—1842), убит на дуэли свои другом В. В. Яшвилем.
- Анна (04.12.1821[5]—1845), крещена (15 декабря 1821) в Симеоновской церкви при восприемстве князя И. Д. Салтыкова и княгини Е. В. Салтыковой; замужем за обер-гофмейстером князем и художником князем Г. Г. Гагариным.

Вторая жена (с 1841) — Люция Осиповна Зебелло (1815—1900), дочь бывшего генерал-бригадира польских войск, Иосифа Вавржецкого и последняя носительница этой фамилии в роду. Она вышла замуж за виленского предводителя дворянства камергера графа Игнатия Забелло (1833) и ему дано было право носить фамилию Забелло-Вавржецкий. Живя с мужем в Вильно, красавица Люция обратила на себя внимание князя Долгорукого и в течение четырёх лет состояла с ним в открытой связи. По словам С. Моравского, у Долгорукого было много поклонниц, искавших его расположения. Одна из них г-жа Анжела Колковская (1803—1872), «красивая, умная и расчетливая, она сумела поймать в свои сети князя, но удержать не смогла. После недолгого соперничества её победила более молодая и ловкая Люция Зебелло. Муж её был разорён, поэтому когда Долгоруков предложил ему сто тысяч рублей наличными отступных, Забелло не отказался и дал развод». Император никак не соглашался на её брак с Долгоруковым, считая не приличным, чтобы жена генерал-губернатора была туземка, но князь настаивал на своём. Наконец, вместе с разрешением на свадьбу последовало и перемещение его в Малороссию, где пост, по важности своей, никак не мог равняться с литовским. Став княгиней, Люция Осиповна не любила скучать и устраивала в своём доме бесконечные праздники. Впрочем, будучи усердной католичкой, она проявляла сочувствие к нуждающимся. Состоя членом  Харьковского благотворительного общества, она устраивала благотворительные вечера в виде концертов и спектаклей. В них участвовали виолончелист Н. Б. Голицын и А. Драйшок, в живых же картинах с чрезвычайным эффектом принимала участие и сама княгиня. На собранные средства ей удалось открыть богадельню (1844). После смерти второго мужа император назначил Люции пенсию в размере 4 тысяч рублей. Скончалась в Ницце и была похоронена на кладбище St-Pierre d'Arene.
- Елена Николаевна (1842 — 31.01.1851), умерла от золотухи, похоронена в Неаполе на Старом Английском кладбище.

## Награды
- золотая сабля за генеральное сражение при Лейпциге (1813).
- орден Святой Анны 2-й степени с бриллиантами (1827).
- орден Святого Владимира 3-й степени (1827).
- орден Святой Анны 1-й степени (1830).
- персидский орден Льва и Солнца 1-й степени (1830).
- орден Св. Владимира 2-й степени (1831),
- императорскую корону к ордену Св. Анны 1-й степени (1832).
- орден Св. Георгия 4-й степени (01 декабря 1835), «за беспорочную выслугу 25 лет в офицерских чинах».
- орден Белого орла (06 декабря 1835).
- орден Св. Александра Невского (1837).
- прусский орден Красного орла (1839).
- алмазные знаки к ордену, за образцовые труды по благоустройству вверенных ему губерний (1846).